# Лакрифагія

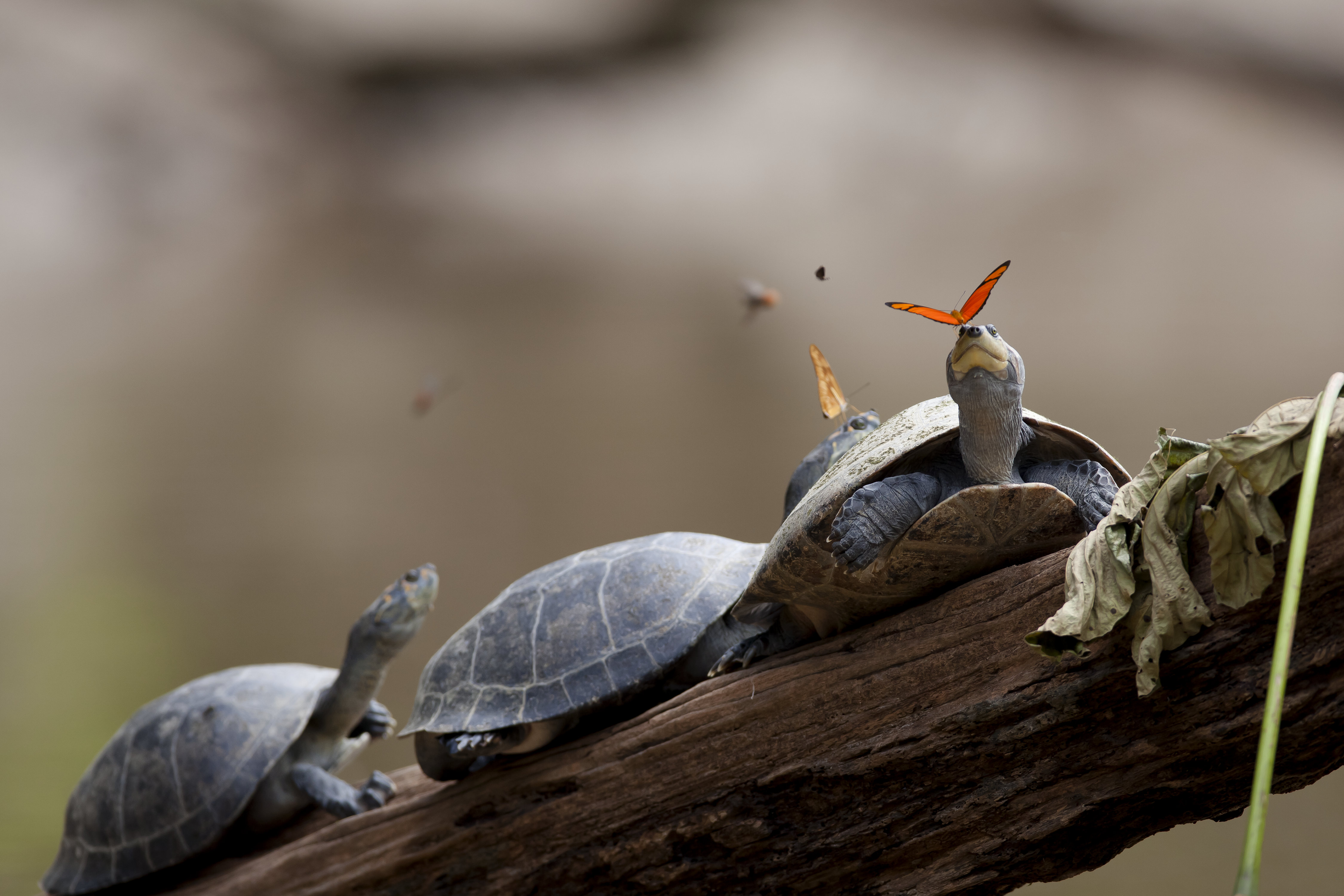
Метелики (Dryas iulia) п'ють очні виділення у черепах, що гріються на сонці, Еквадор.

Лакрифагія (лат. lachryphagia) — адаптаційний паразитизм у ряду лускокрилих (метеликів), або перетинчастокрилих (ос) полягає у поглинанні виділень з очей тварин. Разом з ними комаха одержують вологу, мікроелементи (насамперед солі натрію) та амінокислоти, що відіграють важливу роль у процесах їх фізіології та життєдіяльності, включаючи дозрівання статевих клітин у самців.
За типом споживаної рідини розрізняють власне лакрифагів (п'ють слізну рідину) і гематофагів (п'ють кров з очей).

## Поширеність та класифікація
Раніше за бажаним способом харчування виділялися три групи лускокрилих.
1. еулакрифаги — харчуються виключно виділеннями очей
2. гемілакрифаги — приблизно однаково живляться виділеннями очей та іншими джерелами води та їжі
3. оліголакрифаги — лише спорадично харчуються виділеннями очей

Нині вважається, що це паразитизм є окказиональным (факультативним). Невідомо жодного виду, існування якого повністю залежало від цього виду пиття та харчування[відсутнє в джерелі]. Факультативна лакрифагія відома, наприклад, у метеликів роду Arcyophora, а факультативна гематофагія — у метеликів Calyptra eustrigata.

## Приклади

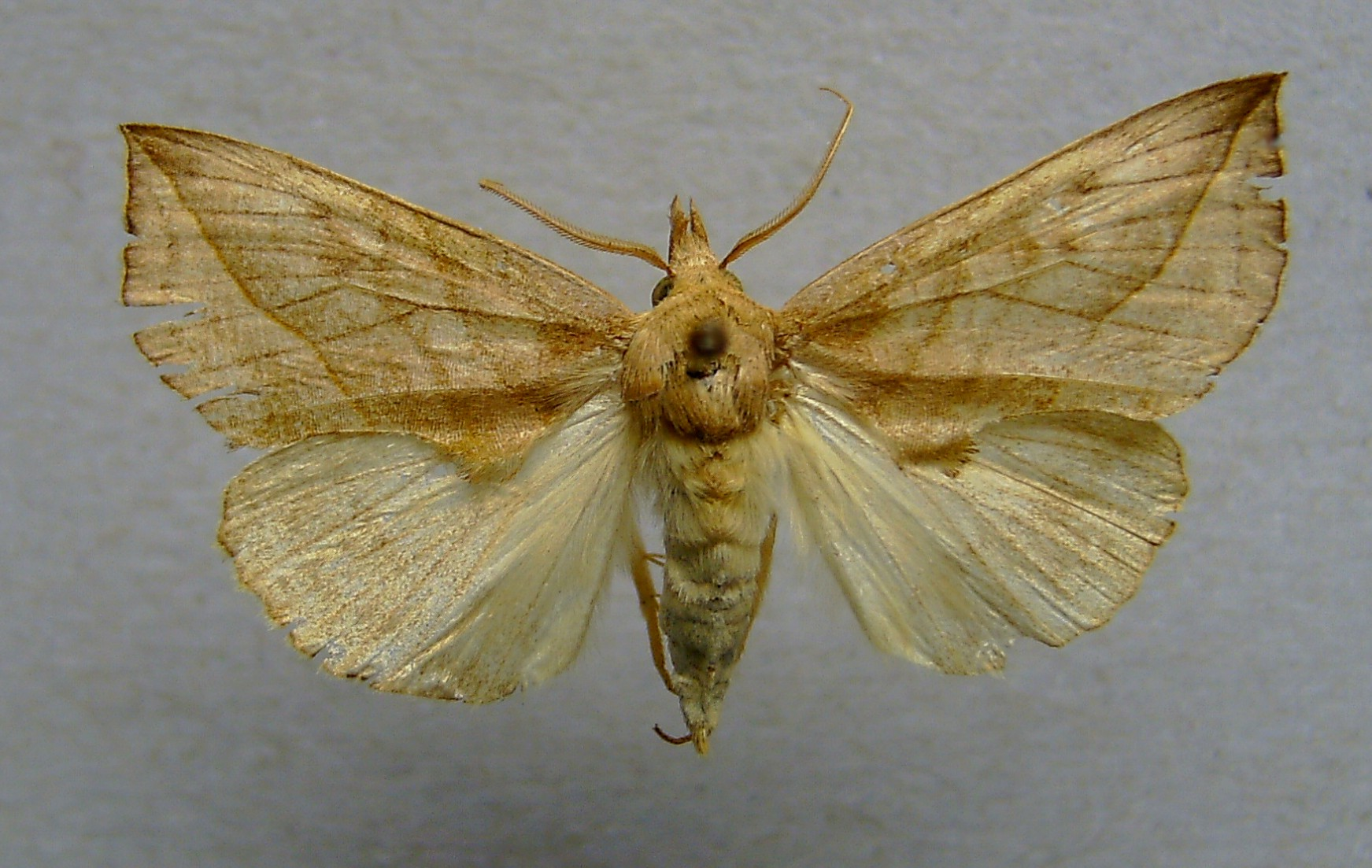
Calyptra thalictri

- Совки роду Calyptra — наприклад, Calyptra eustrigata, Calyptra thalictri, Calyptra lata та інші. Самці часто харчуються сльозовою рідиною і кров'ю[6] великих тварин, проколюючи їх покриви гострим хоботком. Самки ж харчуються соком плодів та рослин[7].

- Совки Hemiceratoides hieroglyphica часто відвідують сплячих птахів у нічний час, і п'ють їх слізну рідину прямо з очей, використовуючи свій спеціалізований хоботок з гарпуноподібним кінчиком[8].

- Вигляд Mecistoptera griseifusa (= Lobocraspis griseifusa) часом п'є сльозну рідину великих тварин, наприклад оленів або крокодилів[9], черепах.

- У Коста-Риці в 2014 році лакрифагія сльозами гострого крокодила була відзначена у метеликів Dryas iulia і бджіл роду Centris[10].
- Безжальні бджоли в Таїланді п'ють сльози з очей людей, собак та зебу[11].